# イダ・ビターレ
イダ・ビターレ（Ida Vitale、1923年11月2日 - ）は、ウルグアイ・モンテビデオ出身の詩人、翻訳家、随筆家、教師、文学評論家であり、"Generación del 45" と呼ばれる芸術家グループのメンバーであり、「本質主義」の詩の代表である。ビターレは象徴的な表現や自然への言及に満ちた短い詩の執筆に励んだが、それらの作品は本質主義の詩に分類される。ビターレはラテンアメリカの前衛派に名を連ねている作家である。 彼女は、オクタビオ・パス賞（2009）、アルフォンソ・レジェス賞（2014）、レイナ・ソフィア賞（2015）、フェデリコ・ガルシア・ロルカ国際詩賞（2016）、マックス・ジェイコブ賞（2017）など、いくつもの賞を受賞している。彼女の文体は、スペイン語で書かれた最も定評のあるものの一つとして高く評価されセルバンテス賞（2018）を受賞している。

## 生涯
彼女はウルグアイのイタリア系移民４世であり、文化と国際性を重んじる家族の元で育った。95歳の時、幼少期には毎日4紙の新聞が彼女の家に届き、新聞の文化欄のページには当たり前に詩が含まれていた、と話している。 
彼女はウルグアイで人文学を学び、その後教職に就いた。彼女は週刊誌『マルチャ』に協力した。また、1962年から1964年の間には、ウルグアイの新聞『エポカ』の文学のページを監修した。彼女は雑誌『クリナメン』の共同ディレクターであり、雑誌『マルドロール』の監修を行った。
ウルグアイの当時の軍事政権（1973-1985）を嫌い、彼女は1974年にメキシコに亡命、オクタビオ・パスと知り合った後、彼は彼女を雑誌『ブエルタ』の諮問委員会に招き入れた。さらに彼女は、新聞『ウノ・マス・ウノ』の設立に参加し、教育に従事し続け、エル・コレヒオ・メヒコではセミナーを開いていた。彼女は活動を広げ、『エル・パイス、マルチャ、エポカ、 ハケ、そして雑誌ではクリナメン、アシール、マルドロール、ブエノスアイレスのクリシス（地名）、ボゴタのエコ、ブエルタとウノ・マス・ウノ 、デ・メヒコ、ニカラグアのエル・ペス・イ・ラ・セルピエンテ』などのエッセイや文学評論に励んだ。彼女はフォンド・デ・クルトゥーラ・エコノミカ（スペイン語の非営利出版グループ）の為に本を翻訳した。彼女は講演や朗読を行い、コンクール等の審査員を務め、数多くの新聞に寄稿した。
彼女は1984年にウルグアイに戻ると、週刊誌『ハケ』の文化に関するページを監督した。「民主主義がウルグアイに戻った時に私たちは（フィエロ［２番目の夫］と共に）メキシコをあとにしました。戻る事が義務だと思ったのです」と、ビターレは言った。ウルグアイに２年ほど滞在し、今度はアメリカに移住した。 
1989年、彼女は2番目の夫である詩人エンリケ・フィエロとオースティン（テキサス州）に定住し、不定期的にモンテビデオへ旅行をしていた。彼女は2010年に共和国大学で名誉教授に任命された。彼女は30年間テキサスで暮らしたが、2016年に夫が亡くなり、現在住んでいるモンテビデオに戻ることにした。 
2018年に彼女はセルバンテス賞を受賞した。授賞式は2019年4月23日にアルカラ大学で行われた。 2019年に彼女は回想録Shakespeare Palaceを発表した。
彼女は、2019年10月13日、第42回、国際ブックフェアの閉会式で、モンテビデオの名誉市民として宣言された。 

## 文学作品

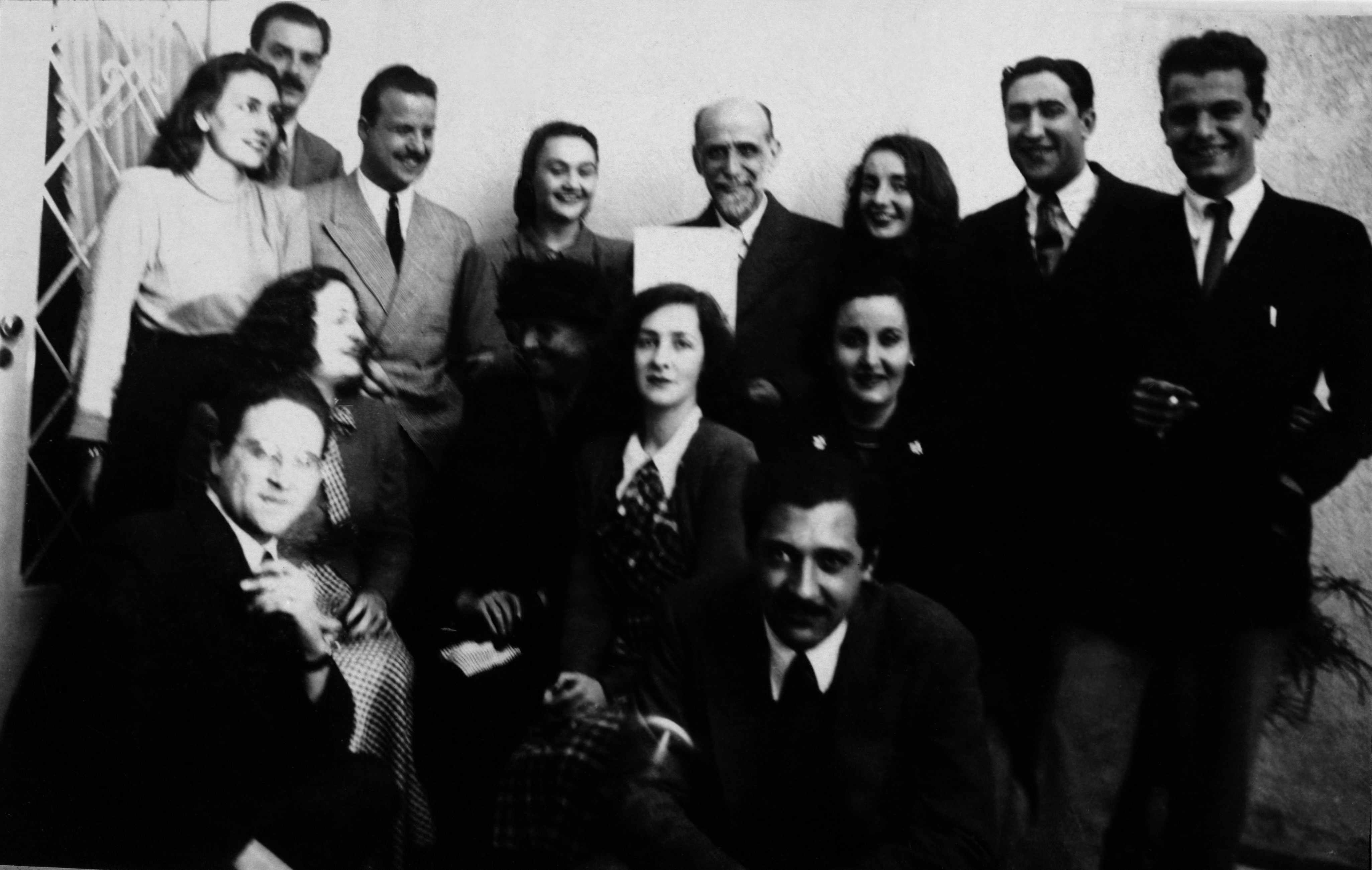
フアン・ラモン・ヒメネスの訪問の際の45世代。左から、立っているのはマリア・ズーレマ・シルバ・ヴィラ、マヌエル・アルトゥーロ・クラップス、カルロス・マギー、マリア・イネス・シルバ・ヴィラ、フアン・ラモン・ヒメネス、イデア・ヴィラリーニョ、エミール・ロドリゲス・モネガル、アンヘル・ラマである。座っているのはホセ・ペドロ・ディアス、アマンダ・ベレンゲル、ゼノビア・カンプルビ、イダ・ビターレ、エルダ・ラゴ、マヌエル・フローレス・モラである。

ビターレはラテンアメリカの前衛文学派に属している。ビターレの詩は言葉の錬金術を探究し、常に自然界に注意を払い、象徴に根ざした研ぎ澄まされた知覚と、概念の輪郭をより正確に具体化した物との間の出会いを確立したと評されている。彼女自身、詩人の探究のタイプについて次のように断言している。「言葉は放浪しています。悪い詩は言葉から生気を奪ってしいます」。 ビターレは本質主義の詩の代表である。彼女の作品の特徴は、短い詩、言葉選びのセンス、そして個性的なメタ文学による表現だ。 彼女は、文学評論家のエミール・ロドリゲス・モネガルによれば、フアン・カルロス・オネッティ、カルロス・マッギー、イデア・ヴィラリーニョなどの他のウルグアイの作家とともに、Generación de 45（45年世代）のメンバーと見なされている。
読み物としては、彼女は歴史的に評価の高い作品を好むが、世紀半ばの2人のウルグアイの詩人、デルミラ・アグスティニ、マリア・エウヘニア・バス・フェレイラとガブリエラ・ミストラルの作品との出会いは叙情的な詩を書くきっかけとなった。モンテビデオにいた時の彼女の教師であるホセ・ベルガミンと、彼女が直接出会ったフアン・ラモン・ヒメネスを師としている。

## 賞
- 2009年、IX Premio Internacional Octavio Paz de Poesía y Ensayo （ RamónXirauと共有） [12]
- 2014年、Premio Internacional Alfonso Reyes [13]
- 2015年、XXIV Premio Reina Sofía de Poesía Iberoamericana
- 2016、Premio Internacional de Poesía Federico García Lorca[14]
- 2017、Premio Max Jacob. [15]
- 2018、La Feria Internacional del Libro de Guadalajara , le otorga el Premio FIL de la Literatura en Lenguas Romances.
- 2018、Premio Cervantes[16] [17] [18]
- 2019年、Premio Alas.

## 作品

### 詩
- La luz de esta memoria (Montevideo, 1949)
- Palabra dada (Montevideo, 1953)
- Cada uno en su noche (Montevideo, 1960)
- Paso a paso (Montevideo, 1963)
- Oidor andante (Montevideo, 1972)
- Fieles, (México, 1976 y 1782, antología)
- Jardín de sílice (Caracas, 1980)
- Elegías en otoño (México, 1982)
- Entresaca (México, 1984)
- Sueños de la constancia (México, FCE, 1988; reúne cinco libros anteriores y el nuevo que le da título).
- Procura de lo imposible, 1988.
- Serie del sinsonte, (Montevideo, 1992)
- Con Enrique Fierro, Paz por dos (1994)
- Jardines imaginarios (1996)
- De varia empresa (Caracas, 1998)
- Un invierno equivocado (México, 1999)
- La luz de esta memoria (Montevideo: La Galatea, 1999)
- Reducción del infinito, (Antología y nuevos poemas, Barcelona: Tusquets, 2002)
- Trema (Valencia: Editorial Pre-Textos, 2005)
- Con Sarah Pollack, Reason enough (Austin, 2007), antología traducida al inglés.
- Mella y criba (Valencia: Editorial Pre-Textos, 2010).
- Sobrevida (Antología, Granada: Esdrújula Ediciones, 2016).
- Mínimas de aguanieve (Taller Ditoria, México, 2016)
- Poesía reunida. Barcelona: Tusquets. 2017. ISBN 978-84-9066-417-9。

### 詩、評論、エッセイ
- Arte simple (1937).
- El ejemplo de Antonio Machado (1940).
- Cervantes en nuestro tiempo (1947).
- La poesía de Basso Maglio (1959).
- Manuel Bandeira, Cecilia Meireles y Carlos Drummond de Andrade. Tres edades en la poesía brasileña actual (1963).
- La poesía de Jorge de Lima (1963).
- La poesía de Cecilia Meireles (1965).
- Juana de Ibarbourou. Vida y obra Capítulo Oriental núm. 20, Montevideo, CEDAL, 1968.
- José Santos González Vera o El humor serenísimo , San Juan de Puerto Rico, 1974.
- Enrique Casaravilla Lemos, México, Universidad Autónoma de México, 1984.
- Léxico de afinidades (Vuelta, 1994; Cobre, 2006; Fondo de Cultura Económica, 2012).
- Donde vuela el camaleón (1996)
- De plantas y animales: acercamientos literarios (Paidós, 2003).
- El abc de Byobu , (Taller Ditoria, México, 2004)
- María José Bruña Bragado, ed. (2017). Vértigo y desvelo: dimensiones de la creación de Ida Vitale. Estudios de Fernando Aínsa, Gabriel Saad, José Luis Gómez Toré y Aurelio Major.. Salamanca: Ediciones Universidad de Salamanca. ISBN 978-84-9012-734-6